# Кокорово
Ко́корово (болг. Кокорово) — село в Смолянській області Болгарії. Входить до складу общини Смолян.

## Населення
За даними перепису населення 2011 року у селі проживали 23 особи.
Розподіл населення за віком у 2011 році:
Динаміка населення: